# Amadou Ndiaye
Amadou David Ndiaye, född 21 oktober 2002, är en schweizisk bobåkare.

## Karriär
Vid EM 2025 i Lillehammer tog Ndiaye brons tillsammans med Michael Vogt, Gregory Jones och Andreas Haas i fyrmannabob.